# Pel·lícules de Star Trek

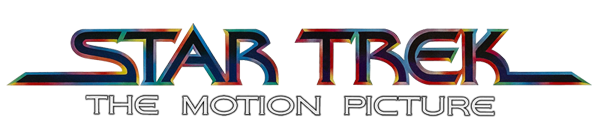
Logotip de la primera pel·lícula Star Trek, Star Trek: La pel·lícula (1979)

Aquest és un article sobre les pel·lícules de Star Trek, una franquícia multimèdia de ciència-ficció estatunidenca que va començar amb una sèrie de televisió (simplement anomenada Star Trek però ara coneguda com a Star Trek: La Sèrie Original) creada per Gene Roddenberry. La sèrie es va emetre per primera vegada del 1966 al 1969. Des de llavors, el cànon de Star Trek s'ha expandit per incloure moltes altres sèries, una franquícia cinematogràfica i altres mitjans.
La franquícia cinematogràfica està produïda per Paramount Pictures i va començar amb Star Trek: La pel·lícula el 1979. Aquella pel·lícula i les cinc que la van seguir van estar protagonitzades pel repartiment de La Sèrie Original. La setena pel·lícula, Star Trek: Generations (1994), va ser dissenyada per servir com a transició del repartiment original al de la següent sèrie, Star Trek: La nova generació. Les tres pel·lícules següents només les van protagonitzar el repartiment de La nova generació i van acabar amb Star Trek: Nemesis (2002), que va decebre a taquilla.
Després d'una pausa de diversos anys, el 2009 es va estrenar una nova pel·lícula simplement titulada Star Trek. Serveix com a reinvenció de la franquícia, amb nous actors que interpreten versions més joves dels personatges de la Sèrie Original, però tècnicament és una continuació narrativa ambientada en una línia de temps alternativa anomenada "Línia de temps de Kelvin". S'han produït dues seqüeles i una altra està en desenvolupament. També hi ha una preqüela de la franquícia en desenvolupament. La primera pel·lícula per a televisió, Star Trek: Section 31, es va estrenar al servei de streaming Paramount+ el 2025 i està ambientada en la línia temporal original.

## Pel·lícules deLa sèrie original
El creador de Star Trek, Gene Roddenberry, va suggerir per primera vegada la idea d'una pel·lícula de Star Trek el 1969. Quan es va cancel·lar la sèrie de televisió original, va pressionar per continuar la franquícia a través d'una pel·lícula. L'èxit de la sèrie en redifusió va convèncer l'estudi de començar a treballar en un llargmetratge el 1975. Una sèrie de guionistes van intentar elaborar un guió èpic adequadament, però els intents no van satisfer Paramount, de manera que l'estudi va descartar el projecte el 1977. En canvi, Paramount va planejar retornar la franquícia als seus arrels amb una nova sèrie de televisió (Phase II). L'èxit massiu de taquilla mundial de Star Wars a mitjans de 1977 va enviar els estudis de Hollywood als seus refugis a la recerca de propietats de ciència-ficció similars que es poguessin adaptar o rellançar a la gran pantalla. Després de la gran estrena de Encontres a la tercera fase de Columbia a finals de desembre de 1977, la producció de Phase II es va cancel·lar a favor de fer-ne una pel·lícula de Star Trek.
| Pel·lícula                             | Data d’estrena als EUA | Director(s)     | Guionista(s)                                                | Història de                                     | Productor(s)                        |
| -------------------------------------- | ---------------------- | --------------- | ----------------------------------------------------------- | ----------------------------------------------- | ----------------------------------- |
| Star Trek: La pel·lícula               | 7 de desembre de 1979  | Robert Wise     | Harold Livingston                                           | Alan Dean Foster                                | Gene Roddenberry                    |
| Star Trek 2: La còlera del Khan        | 4 de juny de 1982      | Nicholas Meyer  | Jack B. Sowards                                             | Harve Bennett i Jack B. Sowards                 | Robert Sallin                       |
| Star Trek 3: A la recerca de Spock     | 1 de juny de 1984      | Leonard Nimoy   | Harve Bennett                                               | Harve Bennett                                   | Harve Bennett                       |
| Star Trek 4: Missió salvar la Terra    | 26 de novembre de 1986 | Leonard Nimoy   | Steve Meerson, Peter Krikes, Nicholas Meyer i Harve Bennett | Harve Bennett i Leonard Nimoy                   | Harve Bennett                       |
| Star Trek: L'última frontera           | 9 de juny de 1989      | William Shatner | David Loughery                                              | William Shatner, Harve Bennett i David Loughery | Harve Bennett                       |
| Star Trek VI: The Undiscovered Country | 6 de desembre de 1991  | Nicholas Meyer  | Nicholas Meyer i Denny Martin Flinn                         | Leonard Nimoy, Lawrence Konner i Mark Rosenthal | Ralph Winter i Steven-Charles Jaffe |

### Star Trek: La pel·lícula(1979)
Un núvol d'energia massiu de l'espai profund es dirigeix cap a la Terra, deixant destrucció al seu pas, i l' Enterprise l'ha d'interceptar per determinar què hi ha a dins i quina podria ser la seva intenció.
La pel·lícula pren prestats molts elements de "El fill fals" de la sèrie original i de "One of Our Planets Is Missing" de la sèrie animada. La fotografia principal va començar el 7 d'agost de 1978 amb el director Robert Wise al capdavant del llargmetratge. La producció va tenir dificultats i es va endarrerir, i l'equip d'efectes Robert Abel and Associates va resultar incapaç de gestionar la gran quantitat de treball d'efectes de la pel·lícula. Douglas Trumbull va ser contractat i se li va donar un xec en blanc per completar el treball d'efectes a temps i en el lloc; el muntatge final de la pel·lícula es va completar just a temps per a l'estrena de la pel·lícula. La pel·lícula va introduir una actualització a la tecnologia i als dissenys de les naus estel·lars, cosa que va suposar un canvi visual espectacular respecte a la sèrie original. Molts dels elements del decorat creats per a la "Phase II" van ser adaptats i millorats per al seu ús en els primers llargmetratges. Va rebre crítiques diverses per part de la crítica; tot i que va recaptar 139 milions de dòlars, el preu havia pujat a uns 45 milions de dòlars a causa del costós treball d'efectes i els retards.

### Star Trek 2: La còlera del Khan(1982)
Khan Noonien Singh (Ricardo Montalbán), a qui Kirk va frustrar en el seu intent de prendre el control de l'"Enterprise" quinze anys abans ("Llavor espacial"), busca la seva venjança contra l'almirall i li para una trampa astuta i sinistra.
La recaptació de "La pel·lícula" es va considerar decebedora, però va ser suficient perquè la Paramount donés suport a una seqüela amb un pressupost reduït. Després que Roddenberry presentés una pel·lícula en què la tripulació de l' "Enterprise" viatja en el temps per assegurar l'assassinat de John F. Kennedy, va ser "impulsat a dalt" a un paper cerimonial mentre la Paramount contractava el productor de televisió Harve Bennett per crear una pel·lícula millor (i més barata) que la primera. Després de veure tots els episodis de televisió, Bennett va decidir que el personatge Khan Noonien Singh era el dolent perfecte per a la nova pel·lícula. El director Nicholas Meyer va acabar un guió complet en només dotze dies i va fer tot el possible dins del pressupost per donar a "La còlera del Khan" un toc nàutic i de pirateria, que va descriure com "Horatio Hornblower a l'espai exterior". En el moment del seu llançament, la recepció de La ira de Khan va ser molt positiva; Mark Bernadin a Entertainment Weekly va anomenar La còlera del Khan "la pel·lícula que, segons la majoria, va salvar Star Trek tal com la coneixem".
Tant la primera com la segona pel·lícula tenen versions televisives amb material addicional i versions alternatives que afecten la història. (Les pel·lícules posteriors de "Star Trek" tendien a tenir versions televisives més curtes.) Especialment notable a "La còlera del Khan" és el metratge que estableix que un jove membre de la tripulació que actua amb valentia i mor durant un atac a l'"Enterprise" és el nebot de Scotty.

### Star Trek 3: A la recerca de Spock(1984)
La trama es reprèn poc després de la conclusió de la pel·lícula anterior. Quan McCoy comença a actuar irracionalment, Kirk s'assabenta que Spock, en els seus últims moments, va transferir el seu "katra", el seu esperit vivent, al doctor. Per salvar McCoy de la ruïna emocional, Kirk i la tripulació roben l'"Enterprise" i violen la quarantena del planeta Genesis per recuperar Spock, el seu cos regenerat pel mateix planeta que s'està morint ràpidament, amb l'esperança que el cos i l'ànima es puguin tornar a unir. Tanmateix, decidits a obtenir el secret del Genesis per a ells mateixos, un klíngon renegat (Christopher Lloyd) i la seva tripulació interfereixen, amb conseqüències mortals.
Meyer es va negar a tornar per a aquesta pel·lícula, per la qual cosa les tasques de direcció van ser assignades al membre del repartiment Leonard Nimoy. Paramount va donar llum verda a Bennett per escriure Star Trek III l'endemà de l'estrena de La còlera del Khan. El productor va escriure una història de resurrecció per a Spock que es basava en fils de la pel·lícula anterior i l'episodi de la sèrie original "L'època de l'Amok".

### Star Trek 4: Missió salvar la Terra(1986)
Mentre tornen per ser jutjats per un consell de guerra per les seves accions en el rescat de Spock, Kirk i la tripulació s'assabenten que la Terra està assetjada per una sonda gegant que transmet un senyal destructiu, intentant comunicar-se amb les espècies ara extintes de balenes geperudes. Per salvar el planeta, la tripulació ha de viatjar en el temps fins a finals del segle XX per obtenir una parella d'aquestes balenes que s'aparellin.
Nimoy va tornar com a director d'aquesta pel·lícula. Nimoy i Bennett volien una pel·lícula amb un to més lleuger que no tingués un antagonista clàssic. Van decidir fer una història de viatge en el temps amb l'equip de "l'Enterprise" tornant al seu passat per recuperar alguna cosa per salvar el seu present: finalment, balenes geperudes. Després d'haver estat insatisfets amb el guió escrit per Daniel Petrie Jr., Paramount va contractar Meyer per reescriure el guió amb l'ajuda de Bennett. Meyer es va basar en la seva pròpia història de viatges en el temps "Els passatgers del temps" per a elements del guió. A l'estrella William Shatner se li va prometre el seu torn com a director de "Star Trek V", i Nicholas Meyer va tornar com a director/coguionista de "Star Trek VI".

### Star Trek V: L'última frontera(1989)
El germanastre de Spock (Laurence Luckinbill) creu que ha estat invocat per Déu i segresta el flamant (i ple de problemes) Enterprise-A per portar-lo a través de la Gran Barrera, al centre de la Via Làctia, més enllà de la qual creu que el seu creador l'espera. Mentrestant, un jove i arrogant capità klíngon (Todd Bryant), que busca la glòria en el que veu com una oportunitat per venjar el seu poble per la mort dels seus tripulants a Genesis, posa la seva mirada en Kirk.
Aquesta és l'única pel·lícula de Star Trek dirigida per William Shatner.

### Star Trek VI: The Undiscovered Country(1991)
Quan la lluna Praxis de Qo'noS (la principal font d'energia de l'Imperi Klíngon) és devastada per una explosió, causada per una extracció excessiva de mines, i la catàstrofe també contamina l'atmosfera de Qo'noS, els klíngons fan propostes de pau a la Federació. Mentre es dirigeixen a la Terra per a una cimera de pau, el canceller klíngon (David Warner) és assassinat per la tripulació de l'«Enterprise», i Kirk i McCoy són considerats responsables pel cap de gabinet del canceller (Christopher Plummer) i condemnats a cadena perpètua en un planeta presó. Spock intenta demostrar la innocència de Kirk, però en fer-ho, descobreix una conspiració massiva contra el procés de pau amb participants d'ambdós bàndols.
Aquesta pel·lícula és un comiat per al repartiment de la sèrie original. Un membre del repartiment de "La nova generació", Michael Dorn, apareix com l'avi del personatge que interpreta a la sèrie de televisió posterior, Worf. És la segona i última pel·lícula de "Star Trek" dirigida per Nicholas Meyer i l'últim guió coescrit per Leonard Nimoy.

## Pel·lícules de "la nova generació"
La setena pel·lícula va actuar com a transició entre les pel·lícules amb el repartiment original i les que tenien el repartiment de "La nova generació". El repartiment de "La nova generació" va fer quatre pel·lícules durant un període de vuit anys, amb les dues últimes amb un rendiment moderadament bo ("Insurrection") i decebedor ("Nemesis") a la taquilla. Els títols de les pel·lícules dels llançaments estatunidencs i britànics ja no contenien el número de la pel·lícula després de la sisena pel·lícula (la sisena va ser "Star Trek VI: The Undiscovered Country", però la setena va ser "Star Trek Generations"). Tanmateix, els llançaments europeus van continuar utilitzant números als títols de les pel·lícules fins a "Nemesis".
| Pel·lícula               | Data d’estrena als EUA | Director(s)     | Guionista(s)                      | Història de                                  | Productor(s) |
| ------------------------ | ---------------------- | --------------- | --------------------------------- | -------------------------------------------- | ------------ |
| Star Trek: Generations   | 18 de novembre de 1994 | David Carson    | Ronald D. Moore and Brannon Braga | Rick Berman, Brannon Braga i Ronald D. Moore | Rick Berman  |
| Star Trek: First Contact | 22 de novembre de 1996 | Jonathan Frakes | Brannon Braga i Ronald D. Moore   | Rick Berman, Brannon Braga i Ronald D. Moore | Rick Berman  |
| Star Trek: Insurrection  | 11 de desembre de 1998 | Jonathan Frakes | Michael Piller                    | Rick Berman i Michael Piller                 | Rick Berman  |
| Star Trek: Nemesis       | 13 de desembre de 2002 | Stuart Baird    | John Logan                        | John Logan, Rick Berman i Brent Spiner       | Rick Berman  |

### Star Trek Generations(1994)
Picard demana ajuda a Kirk, que es presumeix mort fa temps però que prospera en un regne extradimensional, per evitar que un científic desequilibrat (Malcolm McDowell) destrueixi una estrella i el seu sistema planetari poblat en un intent d'entrar en aquest regne. Aquesta pel·lícula també incloïa els membres originals de la tripulació Scotty (James Doohan) i Chekov (Walter Koenig).
Després de set temporades de "La nova generació", la següent pel·lícula de "Star Trek" va ser la primera a presentar la tripulació de l'Enterprise-D, juntament amb una llarga seqüència de pròleg amb tres membres del repartiment de la sèrie original i l'única aparició de l'"Enterprise-B".

### Star Trek: First Contact(1996)
Després d'un intent fallit d'atacar la Terra, els Borg van intentar evitar el Primer Contacte entre humans i vulcanians interferint amb la prova de curvatura de Zefram Cochrane (James Cromwell) en el passat. Picard ha d'enfrontar-se als dimonis derivats de la seva assimilació al Col·lectiu ("El bo i millor d'ambdós mons") mentre lidera la nova Enterprise-E enrere en el temps per assegurar-se que la prova i la posterior trobada amb els vulcanians tinguin lloc.
La primera de dues pel·lícules dirigides per l'actor de la sèrie Jonathan Frakes.

### Star Trek: Insurrection(1998)
Profundament pertorbat pel que considera una violació flagrant de la Primera Directiva, Picard interfereix deliberadament amb el pla d'un almirall de la Flota Estel·lar (Anthony Zerbe) de traslladar una població relativament petita però aparentment immortal d'un planeta místic per obtenir el control de la radiació natural del planeta, que s'ha descobert que té propietats medicinals substancials. Tanmateix, l'almirall mateix és un peó en la missió de venjança del seu company alienígena (F. Murray Abraham).
Insurrection va incorporar l'escriptor de Deep Space Nine, Michael Piller, en lloc de Ronald D. Moore i Brannon Braga, que havien escrit per a Generations i First Contact.

### Star Trek: Nemesis(2002)
Un clon de Picard (Tom Hardy), creat pels romulans, assassina el Senat romulà, assumeix el poder absolut i atrau Picard i l'«Enterprise» cap a Romulus amb el fals pretext d'una obertura de pau.
Escrita per John Logan i dirigida per Stuart Baird, aquesta pel·lícula va ser un fracàs de crítica i comercial (estrenada el 13 de desembre de 2002, en competència directa amb Mor un altre dia, Harry Potter i la cambra secreta i El Senyor dels Anells: Les dues torres) i va ser l'última pel·lícula de Star Trek que va presentar el repartiment de La nova generació i va ser produïda per Rick Berman.

## Pel·lícules de reinvenció (Cronologia de Kelvin)

Logo de les pel·lícules de reinvenció

Malgrat el desenvolupament d'una onzena pel·lícula que va començar després de l'estrena de Nemesis, la mala acollida d'aquesta pel·lícula i una sensació de "fatiga de la franquícia" van significar que Paramount no tenia pressa per fer la següent pel·lícula. Amb la cancel·lació de la sèrie de televisió Star Trek: Enterprise el 2005, no es va fer cap nova Star Trek per a la pantalla per primera vegada en gairebé 20 anys. El 2005, Viacom, propietària de Paramount Pictures, es va separar de CBS Corporation, que va conservar les propietats televisives de Paramount, inclosa la propietat de la marca Star Trek. La presidenta de Paramount Gail Berman (sense relació amb Rick Berman) va convèncer la directora executiva de CBS Leslie Moonves que els donés divuit mesos per desenvolupar una nova pel·lícula de Star Trek, ja que en cas contrari Paramount perdria els drets cinematogràfics. Berman es va posar en contacte amb el director de Missió: Impossible III J. J. Abrams i els guionistes Roberto Orci i Alex Kurtzman per desenvolupar la següent pel·lícula.
Star Trek (2009) presenta un nou repartiment com a versions més joves dels personatges de la Sèrie Original, i va ser àmpliament considerada com una reinvenció de la franquícia. Tanmateix, en realitat és una continuació ambientada en una línia de temps alternativa que es crea després dels esdeveniments de les pel·lícules anteriors de Spock, amb Nimoy repetint el seu paper. Els guionistes van triar aquest enfocament per alliberar la nova pel·lícula de les restriccions de la continuïtat establerta sense descartar-la completament. Orci va dir que va utilitzar el terme reinvenció perquè "així és com l'anomena la premsa", però no va considerar que fos exacte. La nova realitat va ser coneguda informalment amb diversos noms, com ara "Abramsvers", "JJ Trek" i "NuTrek", abans que fos anomenada "Línia temporal Kelvin" (en comptes de la "Prime Timeline" de la sèrie i les pel·lícules originals) per Michael i Denise Okuda per al seu ús en guies de referència i enciclopèdies oficials de Star Trek. El nom prové de l'USS Kelvin, una nau estel·lar implicada en la creació de la nova línia temporal que Abrams va anomenar en honor al seu avi, Henry Kelvin. La línia temporal de Kelvin s'ha utilitzat des de llavors com a terme col·lectiu per a les pel·lícules de reinvenció de Paramount.
| Pel·lícula              | Data d’estrena als EUA | Director(s)  | Guionista(s)                                 | Guionista(s)                                 | Productor(s)                                                           |
| ----------------------- | ---------------------- | ------------ | -------------------------------------------- | -------------------------------------------- | ---------------------------------------------------------------------- |
| Star Trek               | 8 de maig de 2009      | J. J. Abrams | Roberto Orci & Alex Kurtzman                 | Roberto Orci & Alex Kurtzman                 | J. J. Abrams and Damon Lindelof                                        |
| Star Trek Into Darkness | 17 de maig de 2013     | J. J. Abrams | Roberto Orci, Alex Kurtzman & Damon Lindelof | Roberto Orci, Alex Kurtzman & Damon Lindelof | J. J. Abrams, Bryan Burk, Damon Lindelof, Alex Kurtzman i Roberto Orci |
| Star Trek Beyond        | 22 de juliol de 2016   | Justin Lin   | Simon Pegg & Doug Jung                       | Simon Pegg & Doug Jung                       | J. J. Abrams, Roberto Orci, Lindsey Weber i Justin Lin                 |

### Star Trek(2009)
Al segle XXIV, Spock (Leonard Nimoy) no aconsegueix aturar una supernova que destrueix Romulus utilitzant un forat negre artificial. És arrossegat al forat negre amb una nau minera romulana atacant, capitanejada per Nero (Eric Bana), i són enviats enrere en el temps al segle XXIII. Això crea una nova línia temporal en què el volàtil cadet de la Flota Estel·lar James Kirk (Chris Pine) ha de treballar amb el jo més jove de Spock (Zachary Quinto) per aturar Nero.

### Star Trek Into Darkness(2013)
La tripulació de lEnterprise persegueix un agent rebel de la Flota Estel·lar (Benedict Cumberbatch) que ha comès diversos atacs terroristes, i descobreix que en realitat és Khan Noonien Singh.

### Star Trek Beyond(2016)
LEnterprise és emboscada i la tripulació queda atrapada en un planeta desconegut, on es troben en conflicte amb un nou enemic sociòpata (Idris Elba) que odia la Federació i el que representa.
Roberto Orci, coguionista de les dues primeres pel·lícules de reinici, va ser contractat per dirigir la tercera pel·lícula, però va ser substituït per Justin Lin el desembre de 2014. Doug Jung i el coprotagonista Simon Pegg van escriure el guió. Star Trek Beyond es va estrenar el 22 de juliol de 2016, a prop del 50è aniversari de la franquícia, el setembre de 2016.

## Telefilms
El juny de 2018, després de convertir-se en productor creador de Star Trek: Discovery, Alex Kurtzman va signar un contracte global de cinc anys amb CBS Television Studios per expandir la franquícia Star Trek més enllà de Discovery a diverses sèries, minisèries i sèries d'animació noves. El març de 2023, Kurtzman va expressar també el seu interès per fer pel·lícules de televisió per a la franquícia, ja que estava preocupat per la sobresaturació de la franquícia amb massa sèries de televisió en curs. Segons sembla, Kurtzman tenia previst llançar una pel·lícula en streaming de Star Trek cada dos anys.
| Pel·lícula            | Data d'estrena als EUA | Director(s)        | Guionista(ns) | Història de                  | Productor(s) |
| --------------------- | ---------------------- | ------------------ | ------------- | ---------------------------- | ------------ |
| Star Trek: Section 31 | 24 de gener de 2025    | Olatunde Osunsanmi | Craig Sweeny  | Bo Yeon Kim i Erika Lippoldt | N/A          |

### Star Trek: Section 31(2025)
L'exemperador Philippa Georgiou de l'univers mirall es reincorpora a la Secció 31, una divisió secreta de la Flota Estel·lar encarregada de protegir la Federació Unida de Planetes mitjançant tàctiques no autoritzades, i ha d'afrontar els pecats del seu passat.
Paramount+ va anunciar l'abril de 2023 que Star Trek: Section 31, que havia estat en desenvolupament com a sèrie derivada de Discovery, avançaria com a "pel·lícula d'esdeveniments" en streaming. Michelle Yeoh va ser contractada per repetir el seu paper de Philippa Georgiou a Discovery a la pel·lícula, que va ser escrita per Craig Sweeny i dirigida pel productor executiu de Discovery Olatunde Osunsanmi. El rodatge va tenir lloc als Pinewood Toronto Studios del Canadà, on es va produir Discovery, de gener a març de 2024. Es va estrenar a Paramount+ el 24 de gener de 2025.

## Recepció

### Rendiment de taquilla
| Pel·lícula                             | Data d'estrena         | EUA i Canadà   | EUA i Canadà (ajustat per inflació) | Altres territoris | Mundial        | Pressupost   | Ref(s)        |
| -------------------------------------- | ---------------------- | -------------- | ----------------------------------- | ----------------- | -------------- | ------------ | ------------- |
|                                        |                        |                |                                     |                   |                |              |               |
| Star Trek: La pel·lícula               | 7 de desembre de 1979  | $82,604,699    | $357,877,946                        | $56,741,544       | $139,346,243   | $45 million  | [ 33 ] [ 34 ] |
| Star Trek 2: La còlera del Khan        | 4 de juny de 1982      | $79,707,906    | $259,710,346                        | $16,887,037       | $95,800,000    | $12 milions  | [ 35 ]        |
| Star Trek 3: A la recerca de Spock     | 1 de juny de 1984      | $76,471,046    | $231,446,161                        | $10,528,954       | $87,000,000    | $16 milions  | [ 36 ] [ 37 ] |
| Star Trek 4: Missió salvar la Terra    | November 26, 1986      | $109,713,132   | $314,717,482                        | $23,286,868       | $133,000,000   | $21 milions  | [ 38 ]        |
| Star Trek: L'última frontera           | 9 de juny de 1989      | $52,210,049    | $132,438,323                        | $17,989,951       | $70,200,000    | $30 million  | [ 39 ]        |
| Star Trek VI: The Undiscovered Country | 6 de desembre de 1991  | $74,888,996    | $172,886,910                        | $22,000,000       | $96,888,996    | $27 milions  | [ 40 ]        |
|                                        |                        |                |                                     |                   |                |              |               |
| Star Trek: Generations                 | 18 de novembre de 1994 | $75,671,125    | $160,533,556                        | $42,400,000       | $118,071,125   | $38 milions  | [ 41 ]        |
| Star Trek: First Contact               | 22 de novembre de 1996 | $92,027,888    | $184,504,883                        | $54,000,000       | $146,027,888   | $46 million  | [ 42 ]        |
| Star Trek: Insurrection                | 11 de desembre de 1998 | $70,187,658    | $135,402,854                        | $42,400,000       | $112,587,658   | $70 milions  | [ 43 ]        |
| Star Trek: Nemesis                     | 13 de desembre de 2002 | $43,254,409    | $75,617,190                         | $24,082,061       | $67,336,470    | $60 milions  | [ 44 ]        |
|                                        |                        |                |                                     |                   |                |              |               |
| Star Trek                              | 8 de maig de 2009      | $257,730,019   | $377,740,181                        | $127,951,749      | $385,681,768   | $150 million | [ 45 ]        |
| Star Trek Into Darkness                | 16 de maig de 2013     | $228,778,661   | $308,818,510                        | $238,586,585      | $467,365,246   | $190 milions | [ 46 ]        |
| Star Trek Beyond                       | July 22, 2016          | $158,848,340   | $208,119,518                        | $184,623,476      | $343,471,816   | $185 million | [ 47 ]        |
| Total                                  | Total                  | $1,401,298,985 | $2,920,482,283                      | $865.770.317      | $2,264,775,888 | $893 milions | [ 48 ]        |

### Resposta crítica
| Pel·lícula                             | Crítica             | Crítica           | Públic      | Públic |
| Pel·lícula                             | Rotten Tomatoes     | Metacritic        | CinemaScore |        |
| -------------------------------------- | ------------------- | ----------------- | ----------- | ------ |
|                                        |                     |                   |             |        |
| Star Trek: La pel·lícula               | 52% (58 ressenyes)  | 50 (17 ressenyes) | N/D         |        |
| Star Trek 2: La còlera del Khan        | 86% (74 ressenyes)  | 68 (19 ressenyes) | N/D         |        |
| Star Trek 3: A la recerca de Spock     | 78% (50 ressenyes)  | 58 (18 ressenyes) | N/D         |        |
| Star Trek 4: Missió salvar la Terra    | 81% (47 ressenyes)  | 71 (17 ressenyes) | A+          |        |
| Star Trek: L'última frontera           | 23% (53 ressenyes)  | 43 (16 ressenyes) | A−          |        |
| Star Trek VI: The Undiscovered Country | 83% (59 ressenyes)  | 65 (18 ressenyes) | A−          |        |
|                                        |                     |                   |             |        |
| Star Trek: Generations                 | 47% (64 ressenyes)  | 55 (22 ressenyes) | B+          |        |
| Star Trek: First Contact               | 93% (68 ressenyes)  | 70 (18 ressenyes) | A−          |        |
| Star Trek: Insurrection                | 55% (77 ressenyes)  | 64 (19 ressenyes) | B+          |        |
| Star Trek: Nemesis                     | 38% (172 ressenyes) | 51 (29 ressenyes) | A−          |        |
|                                        |                     |                   |             |        |
| Star Trek                              | 94% (352 ressenyes) | 82 (46 ressenyes) | A           |        |
| Star Trek Into Darkness                | 84% (294 ressenyes) | 72 (43 ressenyes) | A           |        |
| Star Trek Beyond                       | 86% (317 ressenyes) | 68 (50 ressenyes) | A−          |        |
|                                        |                     |                   |             |        |
| Star Trek: Section 31                  | 20% (49 ressenyes)  | 37 (16 ressenyes) | N/D         |        |

### Premis Oscar
| Pel·lícula                                    | Direcció Artística | Cinematografia | Maquillatge | Banda Sonora | Edició de So | Mescla de So | Efectes Visuals |
| --------------------------------------------- | ------------------ | -------------- | ----------- | ------------ | ------------ | ------------ | --------------- |
|                                               |                    |                |             |              |              |              |                 |
| Star Trek: La pel·lícula (1979)               | Nominat            |                |             |              | Nominat      |              | Nominat         |
| Star Trek 4: Missió salvar la Terra (1986)    |                    | Nominat        |             | Nominat      | Nominat      | Nominat      |                 |
| Star Trek VI: The Undiscovered Country (1991) |                    |                | Nominat     |              | Nominat      |              |                 |
|                                               |                    |                |             |              |              |              |                 |
| Star Trek: First Contact (1996)               |                    |                | Nominat     |              |              |              |                 |
|                                               |                    |                |             |              |              |              |                 |
| Star Trek (2009)                              |                    |                | Guanyador   |              | Nominat      | Nominat      | Nominat         |
| Star Trek Into Darkness (2013)                |                    |                |             |              |              |              | Nominat         |
| Star Trek Beyond (2016)                       |                    |                | Nominat     |              |              |              |                 |

## Futur

### Pel·lícula preqüela sense títol
El gener de 2024, es va afegir una pel·lícula d'"història d'origen" a la llista de "Star Trek" de Paramount. Toby Haynes havia estat contractat per dirigir-la i Seth Grahame-Smith estava escrivint el guió, amb Abrams produint. A finals de març, el projecte estava més avançat en desenvolupament que "Star Trek 4" i s'esperava que comencés la preproducció a finals d'any. Paramount va anunciar oficialment la pel·lícula a la CinemaCon a l'abril de 2024 i va dir que el rodatge començaria més tard aquell mateix any per a un llançament previst per al 2025. Simon Kinberg estava en converses per unir-s'hi com a productor el mes següent, amb el potencial de convertir-se en el "pastor de la franquícia" de les pel·lícules de "Star Trek" de Paramount. En aquell moment, es va informar que la pel·lícula estava ambientada a la "Línia de temps principal" després del primer contacte de la humanitat amb la vida extraterrestre, tal com es descriu a First Contact, o que era un altre reinici de la franquícia que torna a explicar el primer contacte i la creació d'històries de la Flota Estel·lar.

### Star Trek 4
Hi ha hagut diversos intents fallits de fer una quarta pel·lícula de la sèrie de reinicis des que es va estrenar Beyond:
- S. J. Clarkson va ser contractat per dirigir una seqüela escrita per J. D. Payne i Patrick McKay que haurien tornat a portar Chris Hemsworth com a George Kirk, pare de James T. Kirk de Chris Pine, del pròleg de la primera pel·lícula de reinvenció.[84][85][86] Tanmateix, les negociacions contractuals amb Pine i Hemsworth van acabar a l'agost amb la parella abandonant el projecte,[87] que es va cancel·lar el gener de 2019.[88]
- El desembre de 2017, Quentin Tarantino es va posar en contacte amb Abrams i Paramount sobre una idea que tenia per a una nova pel·lícula de «Star Trek», i es va contractar una sala de guionistes formada per Mark L. Smith, Lindsey Beer, Drew Pearce i Megan Amram.[89][90] Smith va ser escollit per escriure el guió de la pel·lícula a finals de mes, basant-se en la idea de Tarantino,[91] però el gener de 2020, Tarantino va dir que no dirigiria la pel·lícula.[92]
- Noah Hawley va ser contractat per escriure i dirigir una nova pel·lícula per a Paramount el novembre de 2019,[93] basada en la seva pròpia visió de la franquícia.[94] Això va estar molt a prop de començar la producció a l'agost de 2020 quan va ser suspesa per la nova presidenta de Paramount Pictures, Emma Watts, que va portar la franquícia en una direcció diferent.[95][96]
- Beer i Geneva Robertson-Dworet van desenvolupar un nou guió,[97] i Matt Shakman va ser contractat per dirigir-la el juliol de 2021.[98] El novembre de 2021, Josh Friedman i Cameron Squires estaven reescrivint el guió.[99] Abrams va anunciar el febrer de 2022 que el repartiment principal de les pel·lícules de reinvenció tornaria,[100] cosa que va ser una sorpresa per als actors, ja que les negociacions encara no havien començat.[101] Shakman va deixar la pel·lícula l'agost de 2022.[102]

El gener de 2024, Star Trek 4 va ser descrita com el "capítol final" de la sèrie principal de pel·lícules de reinici. Steve Yockey estava escrivint un nou esborrany del guió a finals de març.

### Pel·lícula sense títol de Kalinda Vazquez
El març de 2021, Paramount va encarregar a la guionista de "Star Trek: Discovery" Kalinda Vazquez que escrivís una nova pel·lícula de "Star Trek" basada en la seva pròpia idea original. El març de 2024, es va revelar que la pel·lícula encara estava en desenvolupament.

### Possible pel·lícula de "Star Trek: Picard"
Quan "Star Trek: Picard" estava arribant a la seva fi, l'estrella Patrick Stewart va començar a pressionar perquè es fes una nova pel·lícula protagonitzada per ell mateix i la resta del repartiment de "La nova generació". El gener de 2024, Stewart va dir que li acabaven de dir que s'estava escrivint una pel·lícula de «Star Trek» perquè la protagonitzés. A finals de març, Kurtzman estava considerant una continuació de «Picard» com una de les properes pel·lícules de televisió de «Star Trek» si «Section 31» tenia èxit.

### Citacions
1. ↑  Reeves-Stevens, 155–158.
2. ↑   «Star Trek Movie». Locus, vol. 1, 180, 10-1975.
3. ↑  «What happened to Star Trek: Phase II? : A canceled Star Trek show from the '70s quietly shaped every sequel since». SyfyWire.   SyFy, 27-09-2017. Arxivat de l'original el July 28, 2020. [Consulta: 28 juliol 2020].
4. ↑  Sackett & Roddenberry, 1–3.
5. ↑  Shay (1980), 4.
6. ↑  Sackett & Roddenberry, 202–203.
7. ↑  Sackett & Roddenberry, 204–205.
8. 1 2  Rioux, 240.
9. ↑  Star Trek cast and crew (August 6, 2002). Star Trek II: The Wrath of Khan, The Directors Edition: Special Features (DVD; Disc 2/2). Paramount Pictures.
10. ↑  Meyers, Richard. The Great Science Fiction Films.  New York: Carol Publishing Group, 1990, p. 229–231. ISBN 0-8065-1084-6.
11. ↑  Bernardin, Mark (August 13, 2002). «Review; Star Trek II: The Wrath of Khan – The Director's Edition». Entertainment Weekly. Arxivat de l'original el September 29, 2008.
12. ↑  Rioux, 251.
13. ↑  Giles, Jeff. «Every Star Trek Movie Ranked From Worst To Best». Rotten Tomatoes, 20-07-2016. Arxivat de l'original el November 27, 2017. [Consulta: 23 maig 2018].
14. ↑  McNary, Dave. «Trekkers consider series' future». Variety, 13-02-2005. Arxivat de l'original el September 23, 2013. [Consulta: 1r juny 2007].
15. ↑  Itzkoff, Dave. «New team retrofits old ship». The New York Times, 23-04-2009. Arxivat de l'original el November 18, 2020. [Consulta: 26 abril 2009].
16. 1 2 3  Lovett, Jamie. «Star Trek 2009 Writer Never Thought of the Film as a Reboot». ComicBook.com, 12-05-2019. Arxivat de l'original el April 22, 2021. [Consulta: 3 abril 2024].
17. ↑  Elvy, Craig. «Star Trek: Spock's Time Travel & Nero Connection Explained». Screen Rant, 09-11-2019. Arxivat de l'original el November 10, 2019. [Consulta: 3 abril 2024].
18. 1 2  Staff, TrekCore. «Star Trek Alternate Universe Finally Gets Official Name». TrekCore.com, 26-06-2016. Arxivat de l'original el July 23, 2016. [Consulta: 24 juliol 2016].
19. ↑  «"The Kelvin Timeline"- Official Name for the New Star Trek Universe».   MSN, 27-06-2016. Arxivat de l'original el August 19, 2016. [Consulta: 24 juliol 2016].
20. ↑  «Star Trek Trilogy: The Kelvin Timeline Blu-ray (Star Trek / Star Trek Into Darkness / Star Trek Beyond)».
21. ↑  Maane Khatchatourian. «'Star Trek 3′ Set in Deep Space – Variety». Variety, 28-06-2014. Arxivat de l'original el April 4, 2018. [Consulta: 17 març 2019].
22. ↑  Mike Fleming Jr. «Star Trek 3's New Director Will Be 'Fast & Furious 6′ Helmer Justin Lin – Deadline». Deadline Hollywood, 22-12-2014. Arxivat de l'original el July 1, 2020. [Consulta: 17 abril 2020].
23. ↑  Mike Fleming Jr. «Simon Pegg Co-Writing 'Star Trek 3′ With Doug Jung – Deadline». Deadline Hollywood, 22-01-2015. Arxivat de l'original el February 25, 2020. [Consulta: 17 abril 2020].
24. ↑  Mendelson, Scott. «'Star Trek Beyond' Should Have Opened Today, On The 50th Anniversary». Forbes, 08-09-2016. [Consulta: 3 abril 2024].
25. ↑  Otterson, Joe. «Alex Kurtzman Sets Five-Year CBS TV Studios Pact, Will Oversee Expanded 'Star Trek' Universe». Variety, 19-06-2018. Arxivat de l'original el July 12, 2018. [Consulta: 21 juliol 2018].
26. ↑  Pascale, Anthony. «Alex Kurtzman Says Star Trek Announcements Coming Soon, Hints At Character-Focused Miniseries & Movies». TrekMovie.com, 24-03-2023. Arxivat de l'original el March 25, 2023. [Consulta: 22 abril 2023].
27. ↑  Goldberg, Lesley. «Michelle Yeoh's 'Section 31' Is the Start of 'Star Trek' Phase 2 at Paramount+». The Hollywood Reporter, 18-04-2023. Arxivat de l'original el April 18, 2023. [Consulta: 18 abril 2023].
28. ↑  Petski, Denise. «'Star Trek: Section 31' Movie Starring Michelle Yeoh Gets Premiere Date On Paramount+» (en en-usurl-status=live).  Deadline Hollywood, 19-10-2024. Arxivat de l'original el October 19, 2024. [Consulta: 19 gener 2025].
29. 1 2  Otterson, Joe. «Paramount+ Greenlights 'Star Trek: Section 31' Film Starring Michelle Yeoh». Variety, 18-04-2023. Arxivat de l'original el April 18, 2023. [Consulta: 18 abril 2023].
30. ↑  «Michelle Yeoh Talks Prepping For 'Star Trek: Section 31' Movie». TrekMovie.com, 19-12-2023. Arxivat de l'original el December 20, 2023. [Consulta: 31 gener 2024].
31. ↑  «Filming On The 'Star Trek: Section 31' Streaming Movie Has Wrapped». TrekMovie.com, 21-03-2024. Arxivat de l'original el March 22, 2024. [Consulta: 22 març 2024].
32. ↑  Petski, Denise. «'Star Trek: Section 31' Movie Starring Michelle Yeoh Gets Premiere Date On Paramount+». Deadline Hollywood, 19-10-2024. Arxivat de l'original el October 19, 2024. [Consulta: 19 octubre 2024].
33. ↑  «Star Trek: The Motion Picture». The Numbers. Arxivat de l'original el August 3, 2020. [Consulta: 26 setembre 2012].
34. ↑   Pel·lícules de Star Trek a Catàleg de l'American Film Institute (anglès)
35. ↑  «Star Trek II: The Wrath of Khan». The Numbers. Arxivat de l'original el August 3, 2020. [Consulta: 26 setembre 2012].
36. ↑  «Star Trek III: The Search for Spock». The Numbers. Arxivat de l'original el August 3, 2020. [Consulta: 26 setembre 2012].
37. ↑  Fisher, Bob «Director Leonard Nimoy focuses on 'Star Trek III: The Search for Spock». On Location: The Film and Videotape Production Magazine, vol. 7, 12, 4-1984, pàg. 34.
38. ↑  «Star Trek IV: The Voyage Home». The Numbers. Arxivat de l'original el June 22, 2020. [Consulta: 26 setembre 2012].
39. ↑  «Star Trek V: L'última frontera». The Numbers. Arxivat de l'original el July 16, 2020. [Consulta: 26 setembre 2012].
40. ↑  «Star Trek VI: The Undiscovered Country». The Numbers. Arxivat de l'original el August 3, 2020. [Consulta: 26 setembre 2012].
41. ↑  «Star Trek: Generations». The Numbers. Arxivat de l'original el August 3, 2020. [Consulta: 26 setembre 2012].
42. ↑  «Star Trek: First Contact». The Numbers. Arxivat de l'original el August 3, 2020. [Consulta: 26 setembre 2012].
43. ↑  «Star Trek: Insurrection». The Numbers. Arxivat de l'original el September 7, 2019. [Consulta: 26 setembre 2012].
44. ↑  «Star Trek: Nemesis». The Numbers. Arxivat de l'original el June 22, 2020. [Consulta: 26 setembre 2012].
45. ↑  «Star Trek». The Numbers. Arxivat de l'original el April 5, 2020. [Consulta: 26 setembre 2012].
46. ↑  «Star Trek Into Darkness». The Numbers. Arxivat de l'original el February 10, 2020. [Consulta: 2 agost 2014].
47. ↑  «Star Trek Beyond». The Numbers. Arxivat de l'original el April 5, 2020. [Consulta: 29 juliol 2016].
48. ↑  «Star Trek Franchise Box Office History». The Numbers. Arxivat de l'original el June 12, 2020. [Consulta: 2 agost 2014].
49. ↑  «CinemaScore».  CinemaScore. Arxivat de l'original el April 13, 2022. [Consulta: 13 març 2025].
50. ↑  «Star Trek: The Motion Picture». Rotten Tomatoes. Arxivat de l'original el August 21, 2020. [Consulta: 13 març 2025].
51. ↑  «Star Trek: The Motion Picture (1979): Reviews». Metacritic. Arxivat de l'original el August 20, 2018. [Consulta: 13 març 2025].
52. ↑  «Star Trek II: The Wrath of Khan». Rotten Tomatoes. Arxivat de l'original el August 11, 2020. [Consulta: 13 març 2025].
53. ↑  «Star Trek II: The Wrath of Khan (1982): Reviews». Metacritic. Arxivat de l'original el October 26, 2017. [Consulta: 13 març 2025].
54. ↑  «Star Trek III: The Search for Spock». Rotten Tomatoes. Arxivat de l'original el August 21, 2020. [Consulta: 13 març 2025].
55. ↑  «Star Trek III: The Search for Spock (1984): Reviews». Metacritic. Arxivat de l'original el July 11, 2019. [Consulta: 13 març 2025].
56. ↑  «Star Trek IV: The Voyage Home». Rotten Tomatoes. Arxivat de l'original el August 19, 2020. [Consulta: 13 març 2025].
57. ↑  «Star Trek IV: The Voyage Home (1986): Reviews». Metacritic. Arxivat de l'original el October 1, 2018. [Consulta: 13 març 2025].
58. ↑  «Star Trek V: L'última frontera». Rotten Tomatoes. Arxivat de l'original el August 21, 2020. [Consulta: 13 març 2025].
59. ↑  «Star Trek V: L'última frontera (1989): Reviews». Metacritic. Arxivat de l'original el June 7, 2017. [Consulta: 13 març 2025].
60. ↑  «Star Trek VI: The Undiscovered Country». Rotten Tomatoes. Arxivat de l'original el August 21, 2020. [Consulta: 13 març 2025].
61. ↑  «Star Trek VI: The Undiscovered Country (1991): Reviews». Metacritic. Arxivat de l'original el October 15, 2018. [Consulta: 13 març 2025].
62. ↑  «Star Trek Generations». Rotten Tomatoes. Arxivat de l'original el August 19, 2020. [Consulta: 13 març 2025].
63. ↑  «Star Trek: Generations (1994): Reviews». Metacritic. Arxivat de l'original el July 9, 2018. [Consulta: 13 març 2025].
64. ↑  «Star Trek: First Contact». Rotten Tomatoes. Arxivat de l'original el August 20, 2020. [Consulta: 13 març 2025].
65. ↑  «Star Trek: First Contact (1996): Reviews». Metacritic. Arxivat de l'original el September 8, 2018. [Consulta: 13 març 2025].
66. ↑  «Star Trek: Insurrection». Rotten Tomatoes. Arxivat de l'original el September 19, 2020. [Consulta: 13 març 2025].
67. ↑  «Star Trek: Insurrection (1998): Reviews». Metacritic. Arxivat de l'original el August 27, 2018. [Consulta: 13 març 2025].
68. ↑  «Star Trek: Nemesis». Rotten Tomatoes. Arxivat de l'original el August 20, 2020. [Consulta: 13 març 2025].
69. ↑  «Star Trek: Nemesis (2002): Reviews». Metacritic. Arxivat de l'original el July 11, 2018. [Consulta: 13 març 2025].
70. ↑  «Star Trek». Rotten Tomatoes. Arxivat de l'original el January 30, 2015. [Consulta: 13 març 2025].
71. ↑  «Star Trek (2009): Reviews». Metacritic. Arxivat de l'original el September 11, 2018. [Consulta: 13 març 2025].
72. ↑  «Star Trek Into Darkness». Rotten Tomatoes. Arxivat de l'original el July 13, 2019. [Consulta: 13 març 2025].
73. ↑  «Star Trek Into Darkness (2013): Reviews». Metacritic. Arxivat de l'original el September 30, 2018. [Consulta: 13 març 2025].
74. ↑  «Star Trek Beyond». Rotten Tomatoes. Arxivat de l'original el October 8, 2018. [Consulta: 13 març 2025].
75. ↑  «Star Trek Beyond (2016): Reviews». Metacritic. Arxivat de l'original el September 13, 2018. [Consulta: 13 març 2025].
76. ↑  «Star Trek: Section 31». Rotten Tomatoes. [Consulta: 27 març 2025].
77. ↑  «Star Trek: Section 31 Reviews». Metacritic. [Consulta: 13 març 2025].
78. 1 2  Kroll, Justin. «Paramount Expands 'Star Trek' Universe With New Film, 'Andor's Toby Haynes Tapped To Direct With Seth Grahame-Smith Writing». Deadline Hollywood, 10-01-2024. Arxivat de l'original el January 10, 2024. [Consulta: 11 gener 2024].
79. 1 2 3 4  Vary, Adam B. «The Future of 'Star Trek': From 'Starfleet Academy' to New Movies and Michelle Yeoh, How the 58-Year-Old Franchise Is Planning for the Next Generation of Fans». Variety, 27-03-2024. Arxivat de l'original el March 27, 2024. [Consulta: 27 març 2024].
80. ↑  Lovett, Jamie. «Star Trek Origin Story Movie Slated for 2025, Starts Filming This Year». ComicBook.com, 11-04-2024. Arxivat de l'original el April 11, 2024. [Consulta: 11 abril 2024].
81. ↑  Vlessing, Etan; Kit, Borys. «Simon Kinberg in Talks to Produce Star Trek Movie Franchise for Paramount». The Hollywood Reporter, 21-05-2024. Arxivat de l'original el May 21, 2024. [Consulta: 21 maig 2024].
82. ↑  Pascale, Anthony. «X-Men Producer Simon Kinberg Reportedly In Talks To Oversee Star Trek Feature Films». TrekMovie.com, 21-05-2024. Arxivat de l'original el May 23, 2024. [Consulta: 23 maig 2024].
83. ↑  Vary, Adam B. «Simon Kinberg in Talks to Produce Star Trek Prequel Film». Variety, 21-05-2024. Arxivat de l'original el May 21, 2024. [Consulta: 23 maig 2024].
84. ↑  Chitwood, Adam. «Is Chris Hemsworth Returning for 'Star Trek 4'? J.J. Abrams Teases Next Sequel». Collider, 15-07-2016. Arxivat de l'original el July 17, 2016. [Consulta: 27 novembre 2019].
85. ↑  Cureton, Sean K. «Star Trek 4 is Officially a Go; Synopsis & Writers Revealed». Screen Rant, 18-07-2016. Arxivat de l'original el July 20, 2016. [Consulta: 27 novembre 2019].
86. ↑  Kit, Borys. «'Jessica Jones' Director in Talks to Helm 'Star Trek 4'». The Hollywood Reporter, 26-04-2018. Arxivat de l'original el April 27, 2018. [Consulta: 2 abril 2020].
87. ↑  Kit, Borys. «Chris Pine and Chris Hemsworth 'Star Trek 4' Future In Doubt as Talks Fall Through (Exclusive)». Deadline Hollywood, 10-08-2018. Arxivat de l'original el August 11, 2018. [Consulta: 11 agost 2018].
88. ↑  Andreeva, Nellie; Petski, Denise. «'Game Of Thrones' Prequel HBO Pilot: SJ Clarkson To Direct; Naomi Ackie & 7 More Cast». Deadline Hollywood, 08-01-2019. Arxivat de l'original el January 9, 2019. [Consulta: 3 abril 2020].
89. ↑  Fleming, Mike Jr. «Quentin Tarantino Hatches 'Star Trek' Movie Idea; Paramount, JJ Abrams To Assemble Writers Room». Deadline Hollywood, 04-12-2017. Arxivat de l'original el December 5, 2017. [Consulta: 15 juny 2019].
90. ↑  Fleming, Mike Jr. «Quentin Tarantino's 'Star Trek' Will Be R-Rated: 'The Revenant's Mark L. Smith Frontrunner Scribe». Deadline Hollywood, 07-12-2017. Arxivat de l'original el December 8, 2017. [Consulta: 15 juny 2019].
91. ↑  McNary, Dave. «Quentin Tarantino's 'Star Trek' Finds Writer in 'The Revenant' Scribe». Variety, 21-12-2017. Arxivat de l'original el December 22, 2017. [Consulta: 15 juny 2019].
92. ↑  Sharf, Zack. «Quentin Tarantino Hints at 'Star Trek' Exit: 'I Don't Think I'm Going to Direct It'». IndieWire, 14-01-2020. Arxivat de l'original el January 14, 2020. [Consulta: 3 abril 2020].
93. ↑  Kroll, Justin. «Noah Hawley to Write and Direct Next 'Star Trek' Movie». Variety, 19-11-2019. Arxivat de l'original el November 20, 2019. [Consulta: 27 novembre 2019].
94. ↑  Couch, Aaron. «Noah Hawley Suggests His 'Star Trek' Movie Will Include New Cast». The Hollywood Reporter, 09-01-2020. Arxivat de l'original el January 10, 2020. [Consulta: 12 gener 2020].
95. ↑  Fleming, Mike Jr. «Emma Watts' Top Priority At Paramount: Figure Out 'Star Trek' Reboot». Deadline Hollywood, 07-08-2020. Arxivat de l'original el August 9, 2020. [Consulta: 9 agost 2020].
96. ↑  D'Alessandro, Anthony. «'Fargo' Season 4 Finale: Creator Noah Hawley On Tonight's Gangland Outcome; The Future Of 'Cat's Cradle' & Those 'Alien' TV Series Rumors». Deadline Hollywood, 29-11-2020. Arxivat de l'original el November 30, 2020. [Consulta: 8 desembre 2020].
97. ↑  Vary, Adam B. «New 'Star Trek' Movie Beams Up 'WandaVision' Director Matt Shakman». Variety, 14-07-2021. Arxivat de l'original el July 14, 2021. [Consulta: 16 juliol 2021].
98. ↑  Fleming, Mike Jr. «Next 'Star Trek' Film To Be Directed By 'WandaVision's Matt Shakman; Script By Lindsey Beer & Geneva Robertson-Dworet». Deadline Hollywood, 13-07-2021. Arxivat de l'original el July 13, 2021. [Consulta: 16 juliol 2021].
99. ↑  Rubin, Rebecca. «Paramount Delays Latest 'Transformers,' 'Star Trek' Movies». Variety, 10-11-2021. Arxivat de l'original el November 10, 2021. [Consulta: 28 novembre 2021].
100. ↑  Kit, Borys; Couch, Aaron. «New 'Star Trek' Movie to Reunite Chris Pine's Crew». The Hollywood Reporter, 15-02-2022. Arxivat de l'original el February 16, 2022. [Consulta: 16 febrer 2022].
101. ↑  Kit, Borys; Galuppo, Mia. «Why Paramount's 'Star Trek' Sequel Reveal Surprised Its Own Stars». The Hollywood Reporter, 22-02-2022. Arxivat de l'original el February 22, 2022. [Consulta: 22 febrer 2022].
102. ↑  Couch, Aaron; Kit, Borys. «'Star Trek' Movie Loses Director Matt Shakman (Exclusive)». The Hollywood Reporter, 26-08-2022. Arxivat de l'original el August 27, 2022. [Consulta: 27 agost 2022].
103. ↑  Fleming, Mike Jr. «Kalinda Vazquez Set By Paramount To Script Original 'Star Trek' Movie». Deadline Hollywood, 04-03-2021. Arxivat de l'original el March 5, 2021. [Consulta: 5 març 2021].
104. ↑  Silliman, Brian. «'Star Trek' brings first looks, reunion surprises & more for 'Picard,' 'Discovery' at NYCC 2022». Syfy Wire, 08-10-2022. Arxivat de l'original el October 8, 2022. [Consulta: 1r febrer 2023].
105. ↑  Blauvelt, Christian. «Patrick Stewart and LeVar Burton Agree 'Star Trek: Picard' Season 3 Was Perfect — but They Pitch One Last Hurrah». IndieWire, 15-06-2023. Arxivat de l'original el June 15, 2023. [Consulta: 1r abril 2024].
106. ↑  Stewart, Patrick (September 28, 2023). «Patrick Stewart: How 'Picard' Was Really Supposed to End». TIME. Arxivat de l'original el September 28, 2023.
107. ↑  Pascale, Anthony. «Patrick Stewart Reveals New Star Trek Movie Script Featuring Jean-Luc Picard Is In The Works». TrekMovie.com, 05-01-2024. Arxivat de l'original el January 5, 2024. [Consulta: 1r abril 2024].